# Los videos más increíbles del mundo
World's Most Amazing Videos, llamado en Hispanoamérica  Los videos más asombrosos del mundo, fue una serie de televisión estadounidense que muestra accidentes, desastres, persecuciones policiales y otros eventos extraordinarios que fueron captados en cámara de video.

## Formato
El programa contiene escenas captadas en videos donde existen personas que sobreviven en accidentes increíbles. El formato del programa es similar en contenido a otras series como Real TV y Maximum Exposure. 
Originalmente, el programa fue producido para National Broadcasting Company (NBC), principalmente para llenar tiempo cuando cancelaron otros programas. Una nueva serie de episodios del programa fue creado en 2006 para Paramount Network, después de una pausa de seis años de la temporada en NBC. 
Hasta 2007, todos los episodios del programa fueron narrados por Stacy Keach y a partir de ese año fue narrado por Erik Thompson. El programa fue transmitido en el Reino Unido por Bravo y Channel One siendo narrador David Wartnaby de la primera temporada y seguido por Lee Boardman en la segunda temporada de transmisión. En Australia, se emite en el canal de televisión de pago FOX8. La serie recibió su propio nombre local titulado Global Shockers para el mercado de Filipinas y fue presentada por Johnny Delgado.